# گز (یکا)
گز یکی از واحدهای قدیمی طول است.  در قرن یازدهم هجری قمری، یک گز شاهی بنا بر گفته ژان شاردن برابر ۹۴٫۷۴۵ سانتی متر و بنا بر گفته فریر معادل ۹۵ سانتی متر بود. 
امروزه در ایران فقط نوعی از گز و آن هم۱۰۶٫۶ سانتی متر وجود دارد.
قبل از اینکه در ایران سیستم استاندارد بین‌المللی متریک رایج شود از گز برای محاسبه طول و عرض استفاده می شد. گز استاندارد یکسانی نداشت و ممکن بود از شهری به شهر دیگر تفاوت کند همانطور که من واحد سنجش ایران در مقابل کیلو استاندارد یکسانی نداشت من تبریز با من مشهد و تهران متفاوت بود.